# 日本茶

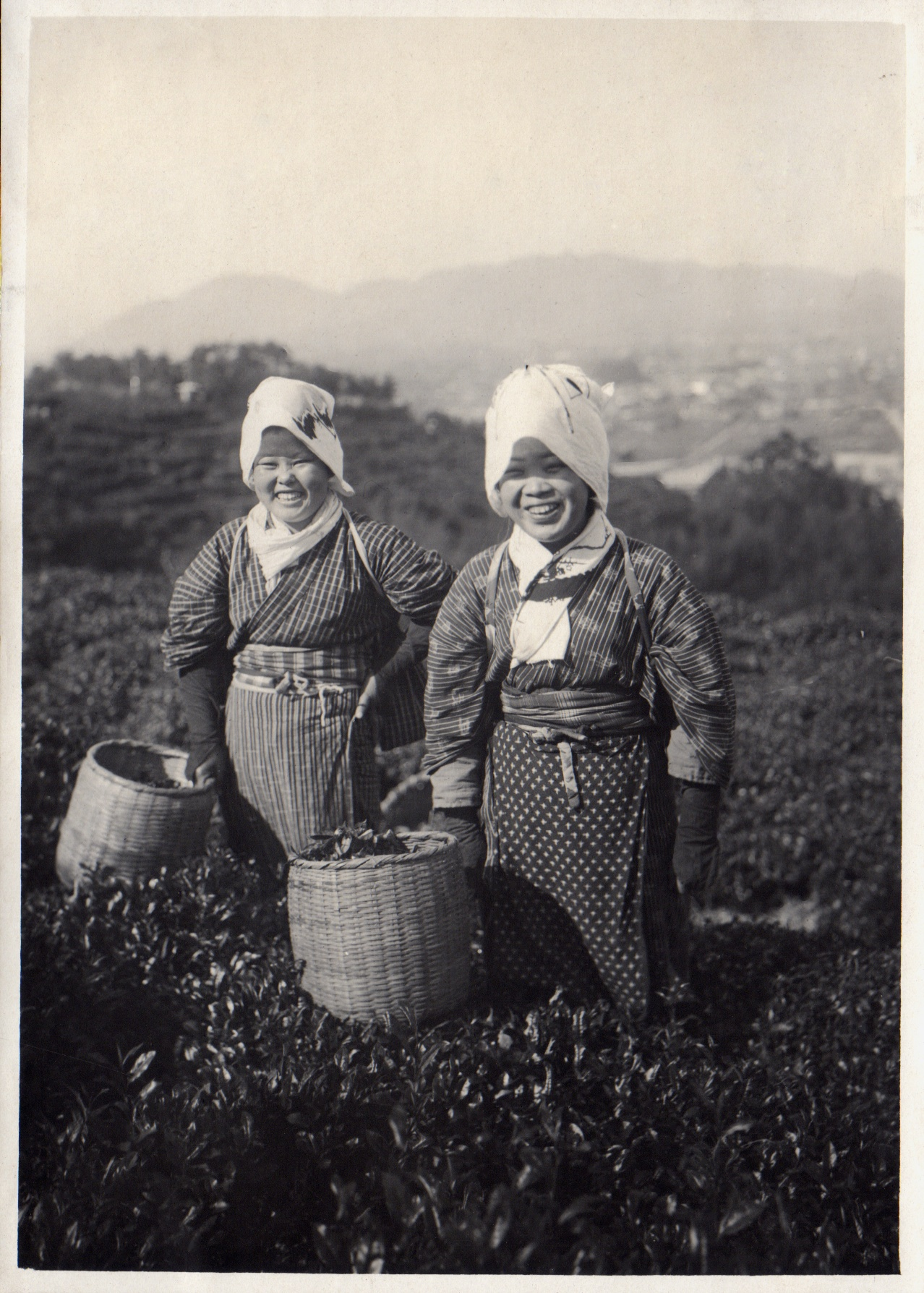
正在採收茶葉的農人，照片攝於1914年的日本

日本茶，是在日本製作的茶葉飲品。日本茶的主流是不發酵的綠茶。

## 歷史
茶葉在鎌倉幕府時代，由中國傳入日本。

## 種類
日本茶有玉露，煎茶，抹茶，玄米茶等不同種類。主流的日本茶為不發酵的綠茶，但日本也有類似黑茶做法的發酵茶。

## 外部連結
- 世界綠茶協會
- 日本茶葉中央會 （页面存档备份，存于）